# جاپلین (میزوری)

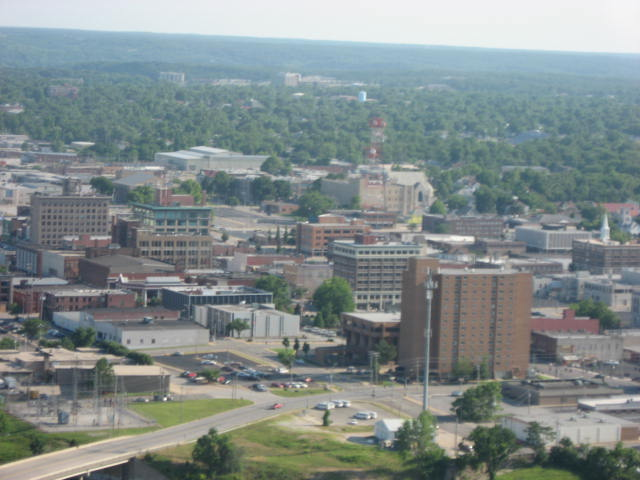

جاپلین (به انگلیسی: Joplin) شهری در شهرستان جاسپر ایالت میزوری است که جمعیت آن در سرشماری سال ۲۰۱۰ میلادی ۵۰٬۱۵۰ نفر بوده است.